# Sukko
Sukko (rusky Сукко) je vesnice v Anapském okrese, Krasnodarském kraji v Rusku. Nachází 13 kilometrů jižně od Anapy na pobřeží Černého moře a slouží jako lázeňské letovisko. Žije zde přibližně 3 900 obyvatel. 
Leží na severu poloostrova Abrau, v údolí malé řeky Sukko zaklíněné mezi nejzápadnějšími výběžky pohoří Kavkaz, jinak známými jako Markotch. V údolí se vyskytují bukové, dubové a borové lesy. Údolí, kde se nachází několik rekreačních středisek pro děti, se stalo stálou lokací pro natáčení dětského komediálního seriálu Jeralaš (česky doslovně Mišmaš). 
Mezi údolím Sukko a pobřežím se rozléhá chráněná oblast Bolšoj Utriš. 